# Herpolasia albomedia
Herpolasia albomedia är en fjärilsart som beskrevs av Rothschild 1897. Herpolasia albomedia ingår i släktet Herpolasia och familjen bastardsvärmare. Inga underarter finns listade i Catalogue of Life.